# Marłecz
Marłecz (do 1945 niem. Moritzhorst) – obecnie uroczysko-dawna miejscowość, nieistniejąca osada położona w Polsce, w województwie zachodniopomorskim, w powiecie goleniowskim, w gminie Goleniów
Osada położona była na południowy wschód od miejscowości Kamieniska.
Założona w połowie XVIII wieku w ramach kolonizacji fryderycjańskiej na gruntach należących do Szczecina. Położona na kolanie rowu melioracyjnego Marłecz otoczona była nienadającymi się do uprawy podmokłymi łąkami, w związku z czym mieszkańcy zajmowali się rybołówstwem. W 1939 roku osada liczyła 10 mieszkańców.
Polską nazwę Marłecz ustalono urzędowo rozporządzeniem Ministrów Administracji Publicznej i Ziem Odzyskanych z dnia 1 czerwca 1948 roku.